# La Tessoualle
 La Tessoualle  es una población y comuna francesa, en la región de Países del Loira, departamento de Maine y Loira, en el distrito de Cholet y cantón de Cholet-3.

## Demografía
| 1517 | 1648 | 2052 | 2677 | 2781 | 2941 |
| Para los censos de 1962 a 1999 la población legal corresponde a la población sin duplicidades (Fuente: INSEE [Consultar]) |      |      |      |      |      |